# S.J.'s Photo
S.J.'s Photo, född 1990 i USA, död 12 april 2018, var en amerikansk varmblodig travhäst och avelshingst. Han tränades och kördes av sin ägare David Wade.
S.J.'s Photo tävlade åren 1992–1996 och räknas som en av 1990-talets främsta travhästar. Han sprang in 9,9 miljoner kronor på 76 starter varav 46 segrar, 11 andraplatser och 7 tredjeplatser. Han var obesegrad i sina 13 första starter, hela 1992. Han tog karriärens största segrar i American-National (1994, 1995), Su Mac Lad (1994), Finlandia-Ajo (1995), Elitloppsförsök (1995), Copenhagen Cup (1995), Nat Ray Trot (1995), Titan Cup (1995), Gran Premio Freccia d'Europa (1995) och Gran Premio Gaetano Turilli (1995). Han kom även på andraplats i Yonkers Trot (1993), Nat Ray Trot (1994), Oslo Grand Prix (1995), International Trot (1995) och Maple Leaf Trot (1995).
Han gjorde karriärens sista start i Prix d'Amérique den 28 januari 1996 på Vincennesbanan i Paris, där han blev oplacerad.
Efter tävlingskarriären har han varit avelshingst. Han debuterade i aveln 1996. Han har lämnat efter sig stjärnor som Fast Photo (1997), Super Photo Kosmos (1997), S.J.'s Caviar (1998), Ens Snapshot (1999), Classic Photo (2002), Vivid Photo (2002) och Trinity Zet (2011). År 2010 tilldelades han den högsta avelsbedömningen "Elithingst" för sin utomordentliga förärvning.